# Butterballs (South Park)
«Butterballs» («Bolas de mantequilla» en Hispanoamérica) es el quinto episodio de la decimosexta temporada de la serie animada South Park, y el episodio Nº 228 en general, se estrenó en el canal Comedy Central el 11 de abril de 2012 en los Estados Unidos. En este episodio, un director anti-bullying visita la escuela de South Park después de lo cual Stan levanta su conciencia sobre los peligros de la intimidación con un gran video musical, mientras que Butters es víctima de un acosador improbable. Hace parodia al documental Kony 2012 y también de la película Bully.
El episodio fue escrito y dirigido por el cocreador de la serie Trey Parker con clasificación TV-MA L en Estados Unidos.

## Cronología
En la cafetería de la escuela, los chicos de South Park observan a Butters con un ojo morado, víctima de un golpe por parte de un abusador que roba su dinero por tercer día consecutivo, Kyle y Stan sugieren que Butters hable con su abuela, aprovechando que está de visita en la casa de la familia Storch, sin embargo, la abuela resultó ser la acosadora que le pide dinero en reiteradas ocasiones a su nieto Butters. Un desconocido se pone en contacto con Bucky Bailey, quién es un consejero anti-intimidaciones de la organización "Bully BuckersTM" para que visite la escuela y realice una campaña anti-bullying a los alumnos, forzando al Sr. Mackey de que la asamblea se cumpla. Bucky Bailey propone a los alumnos que hagan un video anti-bullying con un líder asignado, al momento de que ningún voluntario sea el líder de la campaña, Bailey se burla a todos tildando de miedosos, pero Stan finalmente se convierte en el líder.
Al instante, Stan y sus amigos realizan un video musical con Eric Cartman vestido de mujer y con una peluca, tratándose de que el acoso o la intimidación es un problema que necesita abordarse, al momento de la filmación, Butters interrumpe la escena revelando que esto empeorará la situación y ve que Stan no lo toma en serio el video, por lo que Kyle también decidió apartarse del proyecto, mencionando que el video se centra más en Stan que la campaña y le advierte que no termine desnudo tocando en San Diego, una referencia que Stan no entiende.
En la casa de la familia Storch, Butters es informado por Stan que un estudio de Hollywood desea comprar el video, los chicos se alegraron enterarse de la noticia a excepción de Kyle, pero cuando Stan se dirige al baño escolar animado por el resto de los alumnos, se encuentra con Bailey exclamando la venta del video musical sin haber previamente consultado, porque la idea original fue de Bailey y el video debió ser propiedad de Bully BuckersTM, ya que los ingresos significaría llevar una exposición nacional, Bailey se burla de Stan que lo hace llorar. Entre tanto, Butters buscará vengarse de su abuela por el acoso disfrandose de un superhéroe, pero su abuela también hizo lo mismo y lo invita a pelear. De vuelta a la escuela, Bailey se dirige al baño y se encuentra con Mick Jabs, presidente del estudio que compró el video musical, Jabs retracta que el video hicieron los chicos y que no llevaba el nombre de Bucky Bailey porque a nadie les interesa saber quién es él, y por ello, iniciaría una demanda en contra de Bailey si intentase reclamar los derechos de autor, intimidando que Bailey también llore. Así mismo, Kyle se encuentra con Stan en el mismo lugar sugiriendo que no exista la venta del video al estudio y que publique en sitios de internet para que todos los puedan ver gratis, la cual Stan no aceptó y buscará negociar la película.
Stan y Butters fueron invitados al programa de TV The Dr. Oz Show para promocionar la película, El Dr. Oz le hace una pregunta que no está para nada del agrado de Butters, ya que está siendo burlado hasta que finalmente agrede al presentador, eso hizo enfurecer a Jabs hacia Stan porque involucra a un psicópata violento (Butters) en el video, de inmediato Jabs se dirige al baño y se encuentra con Jesús, y recibió una amenaza con ir al infierno por su mal comportamiento. 
En la noche, Butters va al dormitorio de su abuela argumentando que pudo defenderse, aunque admite que Dr. Oz se sentía bien, dejó con él una sensación de oscuridad y vacío, al igual que imagina que se siente. Luego le dice que se ha dado cuenta de que los acosadores siempre existirán, y mientras tales etapas en la vida parece como si duraran para siempre a los niños, un día él se convertirá en un adulto feliz, y mientras ella acabará muriendo en un hospital, La visitará para mostrarle que todavía está vivo y feliz, mientras su abuela morirá por ser la misma persona vacía y triste que siempre ha sido.
Al día siguiente, Stan recibió abucheos y críticas de todos los alumnos porque Jabs desistió en comprar el video, además que el Dr. OZ demandó a la escuela por el hecho ocurrido con Butters, Stan no le quedaba más que viajar a San Diego para hacer un videomusical, se trata de que Stan realiza un turismo por diferentes localidades de la ciudad y luego se desnuda en la esquina de una avenida mientras bailaba, todo esto era promocionado por Jason Russell.

## Recepción
Max Nicholson del sitio IGN calificó al episodio un 7.5 de 10, elogiando la revelación de la abuela de Butters como una acosadora y encontrando su abuso verbal de Butters como "inapreciable". Aunque las escenas en el baño de la escuela eran más decepcionantes de lo que Nicholson pensó que sería, Nicholson sintió que las escenas con Butters y su abuela ataron el episodio, en particular su discurso final de "momento de claridad". Nicholson también disfrutó del baile de Stan desnudo en San Diego, sin saber que era una referencia al escándalo de Jason Russell. Nicholson se sintió menos impresionado por el video musical de los estudiantes, ya que al principio no sabía que era un guiño a un video musical anti-intimidación hecho en Cypress Ranch High School, que él creía demasiado oscuro como referente.
Carl Cortez de Assignment X calificó al episodio un B+, y observó que la escuela ha sido tomada en la intimidación escolar "hilarante", y diciendo de la interacción entre Butters y su abuela, "Es brillante y divertido, además de malo, pero siempre son los mejores South Park".